# Кјезануова (Пистоја)
Кјезануова је насеље у Италији у округу Пистоја, региону Тоскана.
Према процени из 2011. у насељу је живело 309 становника. Насеље се налази на надморској висини од 22 м.